# Oromos
Els oromos o galla (Oromo: Oromoo “Els poderosos”, amhàric: ኦሮሞ ’Oromo; galla és considerat pejoratiu) són un poble camita d'Etiòpia del grup lingüístic cuixita. Són el 34,49% de la població d'Etiòpia segons el cens del 2007, i es calcula que són uns vint-i-cinc milions, la majoria vivint dins la regió d'Oròmia.

## Història
Eren pastors i van emigrar des dels territoris al sud del riu Webi al segle xvi coincidint amb les campanyes d'Ahmad Grañ. Van formar els seus propis estats que van lluitar contra Abissínia. L'emperador Iyoas I (1730-1755) de mare oromo, els va afavorir i l'oromo va esdevenir la llengua de la cort imperial a Gondar. Al segle xviii el poder central es va enfonsar; en aquest temps els caps oromo de Yejju foren els principals, i van esdevenir virreis de Begemder. Ras Ali I de Yejju va establir el seu domini el 1779 fins que fou derrotat el 1855 per Kassa Hailu (Teodor II després de 1855); existien altres estats oromo destacant el de Wollo; la princesa Menen de Wollo fou emperadriu al segle xviii. Ras Muhammad de Wollo (Ras Mikael) fou negus de Siyon i pare de l'emperador Iasu V; una altra princesa de nom Menen, d'Ambasse, fou esposa de Haile Selassie I. La majoria es van fer cristians ortodoxos en aquest temps i l'emperador Iohannes IV va ordenar als oromo convertir-se al segle xviii sota pena de perdre les seves propietats si no ho feien; molts van emigrar més al sud per evitar la conversió dirigits per Ras Mikael, que per un matrimoni imperial va ser després el pare de Iasu V.
Al segle xix els principals estats eren Enarya, Jimma, Gera, Gomma i Gumma. Foren sotmesos per Menelik II entre 1872 i 1888 i entre 1881 i 1897. Es van fer cristians o musulmans segons les regions i clans. El 2007 el 47,5% dels oromo d'Oròmia eren musulmans, el 30,5% ortodoxos cristians, el 17,7% protestants, el 3,3% animistes, i la resta (1,6%) altres. A les ciutats els ortodoxos són majoria però al camp ho són els musulmans. Sota domini italià foren anomenats preferentment galles (galla), nom considerat equivalent a oromos. El 1936 es va formar una confederació oromo anomenada Confederació dels Galla Occidentals, que va lluitar per la independència, però després el nom galla fou considerat pejoratiu i va caure progressivament en desús.
Modernament es van formar organitzacions polítiques, la primera l'Organització Mecha i Tulama d'autoajuda (gener 1963) que fou dissolta pel govern el 1966. Després van sorgir el Front d'Alliberament Oromo, el Moviment Democràtic Federalista Oromo, el Front Unit d'Alliberament d'Oròmia, el Front Islàmic d'Alliberament d'Oròmia, el Consell d'Alliberament d'Oròmia, el Congrés Nacional Oromo després reanomenat Congrés Popular Oromo, i altres. Sobre tots l'Organització Democràtica dels Pobles d'Oròmia, un dels quatre partits polítics de la coalició de govern dirigida pel Front Democràtic Revolucionari Popular d'Etiòpia; altres grups van passar a l'oposició englobada en les Forces Unides Democràtiques d'Etiòpia que es va presentar a les eleccions del 2005. Alguns són independentistes i fins i tot practiquen la lluita armada. En general s'accepta que el govern discrimina als oromos.

## Subgrups

Regió d'Oròmia

Estan dividits en dos branques principals subdividits en clans familiars. D'est a oest són:
Els Borana que inclouen:
- els macha oromo, entre els rius Didessa i l'Omo i la regió de Gibe
- els tulama oromo, a Oròmia prop d'Addis Ababa
- els guji oromo, al sud a la regió de Garri o Gharri al costat dels borana oromo.
- els borana oromo, a l'àrea de Borena, i alguns a Somàlia i Kenya
- els gabra oromo, al nord de Kenya
- els garri (gharri) oromo al nord-est de Kenya i zones de Somàlia

Els barento/Barentuma que inclouen:
- els wallo oromo, el grup més al nord a la zona oromo d'Amhara junt als raya oromo i els yejju oromo.
- els ittu oromo al riu Awash al sud de Dire Dawa
- els karayu oromo, a la vall d'Awash i est de Shoa
- els aniya oromo que viuen al sud del Ittu i l'oest del riu Erer
- els afran qallo subdividits en: 
  - ala oromo a l'oest d'Harar i el riu Erer
  - oborra oromo, entre els ituu i els ala oromo
  - babille oromo a l'est del riu Erer a la regió d'Oròmia
  - dagaa oromo subdividits en:
    - nole oromo, al sud-est de Dire Dawa i nord d'Harar
    - jarso, al nord-est d'Oròmia
- els arsi oromo a l'àra Arsi d'Oròmia i a Bale
- els qallus entre el riu Awash i Dire Dawa

Altres
- qottus, a la regió de Harar (Etiòpia Oriental).[7]

## Personatges notables
- Ahmad Taqi, nacionalista de primera hora
- Ayana Birru, inventor de la màquina d'escriure amhara
- Tadesse Birru, General de Haile Selassie I
- rei Abba Jifar II, senyor de Jimma
- Kumsa Moroda, cap de la Confederació dels Galla d'Occident el 1936[8]
- Ras Ali II de Yejju, regent d'Etiòpia
- Bulcha Demeksa, president del Moviment Democràtic Federalista Oromo (MDFO)
- Dawud Ibsa Ayana, president del Front d'Alliberament Oromo (FAO)
- Hacaaluu Hundeessaa, cantant i cantautor oromo d'Etiòpia
- Baaroo Tumsaa, fundador del FAO
- Lencho Leta, cofundador del FAO
- Ahmad Buna, cofundador del FAO[9]
- Dejazmatch Ali AbaJiffar, cap dels oromo de Wollo, avi matern de Haile Selassie I
- Iasu V d'Etiòpia (1913 - 1916), emperador d'Etiòpia
- Haile Selassie I (1930-1974), Emperador, parcialment oromo
- Ras Makonen - pare de Haile Selassie I, general a la batalla d'Adua, cosí de Menelik II
- Ras Gobena, cap oromo aliat de l'emperador Menelik II
- Negasso Gidada, ex president d'Etiòpia
- Abadula Gemeda, President de l'estat d'Oròmia i president de l'Organització Democràtic dels Pobles d'Oròmia (ODPO)
- Negus Mikael de Wollo, abans Mikael Ali de Wollo (nascut Mohammed Ali)
- Dr. Merera Gudina, president del Congrés Popular Oromo (CPO), integrant de les Forces Unides Democràtiques d'Etiòpia (FUDE)
- Teferi Benti, general i ex president d'Etiòpia
- Waqo Gutu, cap de la revolta de Bale, fundador del primer moviment separatista oromo
- General Jagama Kello, vencedor de la revolta de Bale[10]
- Fitawrari Woldemikael Guddessa, avi de Haile Selassie I i general etíop
- Abebe Bikila, gran corredor de fons, primer medallista olímpic etíop
- Nombrosos medallistes olímpics, alguns amb fins a 8 i 9 medalles.